# Ehud Barak
Ehud Barak (hebreiska: אֵהוּד בָּרָק), ursprungligen Ehud Brog, född 12 februari 1942 på kibbutzen Mishmar HaSharon i NF-mandatet Palestina (nuvarande Israel), är en israelisk militär och politiker. Han var mellan 6 juli 1999 och 7 mars 2001 Israels premiärminister. Innan han gick in i politiken var han officer i israeliska armén och var under åren 1991–1995 försvarsstabschef.

## Uppväxt och utbildning
Ehud var den äldste sonen av fyra till Yisrael Brog och Esther, född Godin. De kom ursprungligen från Litauen och hans far hade 1932 grundat kibbutzen Ehud Barak växte upp på. Hans morföräldrar dog i Treblinka under förintelsen. Ehud ändrade sitt efternamn till Barak från Brog 1959 när han ryckte in i armén.
Barak tog en bachelorexamen i fysik och matematik vid Hebreiska universitetet i Jerusalem och en masterexamen i industriell ekonomi vid Stanford University 1978.

## Militär karriär
Barak gick in i Israels försvarsmakt 1959 och stannade där 35 år. Han blev en del av elitenheten Sayeret Matkal, men gick senare över till Aman (אמ"ן). Barak förde befäl för stridande enheter under sexdagarskriget 1967 och Jom kippurkriget 1973 men blev känd som befäl inom specialförband som genomförde kommandoräder. Detta inkluderade bland annat en grupp soldater som 1972 stormade ett passagerarflygplan som hade kapats av palestinier vid Lod-flygplatsen nära Tel Aviv. Alla i gisslan friades och en av de deltagande soldaterna var Benjamin Netanyahu, senare Baraks politiska motståndare.
Barak befordrades så småningom till generallöjtnant (Rav Aluf) som är den högsta militära graden i Israel. Han var chef för den militära underrättelsetjänsten och blev 1991 försvarsstabschef. Han gick 1995 i pension och var då den mest dekorerade militären i Israels historia.

## Politisk karriär
1995 blev han utsedd till inrikesminister under premiärminister Yitzhak Rabin. Efter mordet på Rabin senare samma år ombildades kabinettet med Shimon Peres som premiärminister, och Barak blev då utrikesminister 1995–1996. Han blev 1996 invald i Knesset. I juni 1997 valdes han till partiledare för Arbetarpartiet. 1999 ställde han upp i premiärministervalet med koalitionen Ett Israel som förutom Arbetarpartiet bestod av partierna Gesher och Meimad. I valet 17 maj 1999 vann Barak över den sittande premiärministern Netanyahu med drygt 56 procent av rösterna, samtidigt som flera mindre partier gick fram i Knesset. Valet sågs som ett steg bort från den hårda linjens politik mot bland annat palestinierna som Netanyahu hade företrätt.

### Premiärminister 1999–2001
Som premiärminister försökte Barak uppnå fred i Mellanöstern och återupptog i september 1999 fredssamtal med palestiniernas Yassir Arafat. Barak och Arafat skrev under en överenskommelse som angav att ett slutligt fredsavtal skulle vara klart till september 2000 och att ytterligare Israel-ockuperat territorium på Västbanken skulle överföras under palestinskt styre. I december 1999 återupptog Barak fredssamtal med Syrien efter tre års uppehåll och gjorde slut på Israels 17 år långa ockupation av södra Libanon.
Från sommaren 2000 behövde Barak hantera en rad kriser. Tre partier lämnade hans koalition i juli 2000, vilket innebar att han därefter ledde en minoritetsregering. Senare samma månad klarade han med smal marginal en misstroendeomröstning i Knesset. I september 2000 utbröt våldsamheter på Västbanken och Gazaremsan, kallade Al-Aqsa-intifadan, vilket innebar att det var tveksamt om fredssamtalen kunde fortsätta. Barak möttes med Arafat men det eldupphörsavtal som slöts mellan dem ignorerades av de flesta inblandade. När striderna fortsatte tillkännagav Barak en timeout i fredsprocessen i syfte att blidka den växande israeliska oppositionen mot Baraks regering.
1999 var han även turistminister, vetenskapsminister, invandrarminister och 2000–2001 jordbruksminister. I december 2000 avgick Barak från premiärministerposten, men ställde upp i ett nyval till premiärministerposten i februari 2001. Barak fick 37 procent av rösterna och förlorade mot Ariel Sharon (Likud). Oförmågan att stoppa våldet och hans många eftergifter i fredsförhandlingarna anses ha varit orsaken till att han förlorade. Efter valförlusten avgick Barak från partiledarposten och från Knesset.

### Återkomst till politiken 2007–2013
Barak försökte 2005 få stöd för ytterligare en period som partiledare, med drog sig tillbaka när han insåg att han skulle möta Shimon Peres.
Barak återvaldes som partiledare för Arbetarpartiet 2007. Strax därefter blev han försvarsminister och biträdande premiärminister i Ehud Olmerts regering. Barak fortsatte på dessa poster i Netanyahus regering som tillträdde i mars 2009.
I januari 2011, då Barak förlorat posten som partiledare, tillkännagav han att skulle lämna Arbetarpartiet tillsammans med fyra andra av partiets ledamöter i Knesset, Matan Vilnai, Shalom Simhon, Orit Noked och Einat Wilf, och bilda utbrytarpartiet Ha`atzmaut, סיעת העצמאות, "Oberoende". Detta följde på motsättningar inom Arbetarpartiet mellan de som ville lämna regeringskoalitionen och de som ville stanna i den, bland annat Barak.
I november 2012 tillkännagav Barak åter att han skulle lämna politiken. Han stannade på sin post som biträdande premiärminister och försvarsminister till mars 2013, då en ny regering bildades efter valet i januari samma år.

### Nytt återkomstförsök 2019
I juni 2019 meddelade Barak att han tänkte återkomma till politiken och i juli 2019 fick han plats 10 på valsedeln för det vänsterorienterade partiet Meretz. Partiet fick dock bara fem platser i Knesset, så Barak blev inte invald.

## Övrigt
Under 2000-talet har Barak bland annat arbetat hos SCP Private Equity Partners och drivit ett eget bolag.
Han gifte sig med Nava Cohen, men skildes 2003. De fick tre döttrar. Sedan 2007 är han gift med Nili Priel.